# آرشین مال آلان (فیلم ۱۹۶۵)
آرشین مال آلان (به ترکی آذربایجانی: Arşın Mal Alan) یک فیلم آذربایجانی است که در سال ۱۹۶۵ توسط توفیق تقی‌زاده بر پایهٔ اپرای آرشین مال آلان نوشتهٔ اوزیر حاجی‌بیف ساخته‌شده‌است. در این نسخه حسن محمدوف نقش عسگر و لیلا شیخلینسکایا نقش گلچهره را بر عهده داشتند. اشعار فیلم را رشید بهبودف برای عسگر و خرامان قاسیمووا برای گلچهره اجرا کرده‌اند موسیقی فیلم توسط فیکرت امیروف ساخته شده و نیازی رهبری ارکستر موسیقی را بر عهده داشت.